# Abastecimiento de agua y saneamiento en el estado de Palestina
Los recursos hídricos del Estado de Palestina están controlados por Israel y el reparto de las aguas subterráneas está sujeto a las disposiciones del Acuerdo de Oslo II.
En general, la calidad del agua es considerablemente peor en la franja de Gaza si se compara con la de Cisjordania. Aproximadamente entre un tercio y la mitad del agua suministrada en los territorios palestinos es agua no facturada, es decir, perdida en la red de distribución. El bloqueo duradero de la Franja de Gaza y la Guerra de Gaza han causado graves daños a las infraestructuras de la Franja de Gaza.
En cuanto a las aguas residuales, las plantas de tratamiento existentes no tienen capacidad para tratar todas las aguas residuales producidas, lo que provoca una grave contaminación del agua. El desarrollo del sector depende en gran medida de la financiación externa.

## Presentación
La región de Israel/Palestina tiene "estrés hídrico", como muchos otros países de la región, y los macroanalistas consideran que resolver cómo compartir los recursos hídricos es el "problema más importante" para los pueblos de Oriente Próximo. Un tercio de toda el agua consumida en Israel se extraía en los años 90 de las aguas subterráneas que a su vez procedían de las lluvias sobre Cisjordania, y la lucha por este recurso se ha descrito como un juego de suma cero.  Según Human Rights Watch La confiscación de agua por parte de Israel viola las Reglamento de La Haya de 1907, que prohíben a una potencia ocupante expropiar los recursos del territorio ocupado para su propio beneficio.
A raíz de 1967, Israel derogó los derechos de agua de los palestinos en Cisjordania, y con la Orden Militar 92 de agosto de ese año invirtió todo el poder sobre la gestión del agua a la autoridad militar, aunque según el derecho internacional los palestinos tenían derecho a una parte. Los dos acuíferos propios de Israel tienen su origen en el territorio de Cisjordania y sus ciudades del norte se quedarían secas sin ellos. Según John Cooley, los pozos de los agricultores palestinos de Cisjordania, que en la legislación otomana, británica, jordana y egipcia eran un recurso privado propiedad de las aldeas, fueron un elemento clave de la estrategia de Israel después de 1967 para mantener la zona y con el fin de proteger los "suministros de agua judíos" de lo que se consideraba "invasión" se bloquearon o sellaron muchos de los pozos existentes, se prohibió a los palestinos perforar nuevos pozos sin autorización militar, que era casi imposible de obtener, y se impusieron cuotas restrictivas al uso del agua por parte de los palestinos. 527 manantiales conocidos en Cisjordania abastecen (2010) a los palestinos de la mitad de su consumo doméstico. Los pozos históricos que abastecen a las aldeas palestinas han sido a menudo expropiados para el uso exclusivo de los asentamientos: así, el principal pozo que abastecía a Betania fue tomado por Ma'ale Adumim en la década de 1980, mientras que la mayor parte de sus tierras les fueron despojadas dejando a los aldeanos con 2979 de sus 11 179 dunams originales.
La mayor parte de las perforaciones de la empresa israelí de transporte de agua Mekorot en Cisjordania se encuentran en el valle del Jordán, donde los palestinos acabaron extrayendo en 2008 un 44 % menos de agua de la que tenían antes del Acuerdo Interino de 1995. En virtud de esos Acuerdos de Oslo, Israel obtuvo el 80 % de las aguas de Cisjordania, con el 20 % restante de Palestina, un porcentaje que, sin embargo, no concedía a los palestinos ningún "derecho de propiedad". De su asignación acordada para 2011, de 138,5 MCM, los palestinos solo consiguieron extraer 87 MCM, dadas las dificultades para obtener los permisos israelíes, y el déficit causado por la desecación de la mitad de los pozos palestinos tiene que compensarse parcialmente comprando agua a Israel, con el efecto neto de que el uso de agua per cápita de los palestinos ha disminuido un 20 %. El consumo mínimo de agua per cápita de la Organización Mundial de la Salud es de 100 litros per diem  
Los desarrollos urbanos de las ciudades nuevas palestinas modelo, como la ciudad de Rawabi, se han visto gravemente obstaculizados por las restricciones en su acceso al agua.

## Historia
Desde la Guerra árabe-israelí de 1948, la cuestión del desarrollo de los recursos hídricos de la zona, ha sido un tema primordial en el conflicto y las negociaciones regionales, en las que inicialmente participaron Siria, Jordania e Israel. Después de la Guerra de los Seis Días, cuando Israel ocupó los territorios palestinos, el uso del agua y el saneamiento han estado estrechamente vinculados a la evolución del conflicto israelí-palestino. Se considera que los recursos hídricos y terrestres de Cisjordania, en particular, constituyen el principal obstáculo para la resolución del conflicto en la zona. Los palestinos afirman que tienen derecho legal a la propiedad, o reclaman el uso de tres fuentes de agua en la zona:(a)la reserva de agua subterránea del Acuífero de Montaña, el Acuífero Costero de la Franja de Gaza y el Río Jordán por una cantidad de 700 MCM/Y, más del 50 % de los recursos hídricos naturales entre el Mar Mediterráneo y el Río Jordán.
En 1995, se creó la Autoridad Palestina del Agua (APA) mediante un decreto presidencial. Un año más tarde, se definieron sus funciones, objetivos y responsabilidades a través de un reglamento, otorgando a la PWA el mandato de gestionar los recursos hídricos y ejecutar la política del agua.

## Recursos hídricos

### División en el Acuerdo de Oslo II
El Acuerdo de Oslo II de 1995 permite a los palestinos de Cisjordania el uso de hasta 118 millones de metros cúbicos (mcm) de agua al año. 80 mcm debían proceder de la perforación de nuevos pozos. Sin embargo, la PWA sólo pudo perforar nuevos pozos por 30 mcm a costa de los manantiales y pozos existentes. En el Acuerdo de Oslo II, a los israelíes se les asigna cuatro veces la porción palestina o el 80 % de los recursos del acuífero conjunto. Sin embargo, el 94 % (340 mcm) del Acuífero Occidental fue asignado a los israelíes para su uso dentro de Israel. Las cantidades permitidas no se han adaptado tras el final del supuesto periodo intermedio de cinco años. Las partes crearon el «Comité Conjunto del Agua» para llevar a cabo las disposiciones del artículo 40 del Anexo III.
Según un informe del Banco Mundial, Israel extrajo un 80 % más de agua de Cisjordania de lo acordado en el Acuerdo de Oslo, mientras que las extracciones palestinas se mantuvieron dentro de lo acordado. En contra de las expectativas de Oslo II, el agua realmente extraída por los palestinos en Cisjordania ha descendido entre 1999 y 2007. Debido a la sobreextracción israelí, los niveles de los acuíferos están cerca de el punto en el que se produce un daño irreversible en el acuífero.″  Los pozos israelíes en Cisjordania han secado los pozos y manantiales locales palestinos.

### Agua de la cuenca del río Jordán

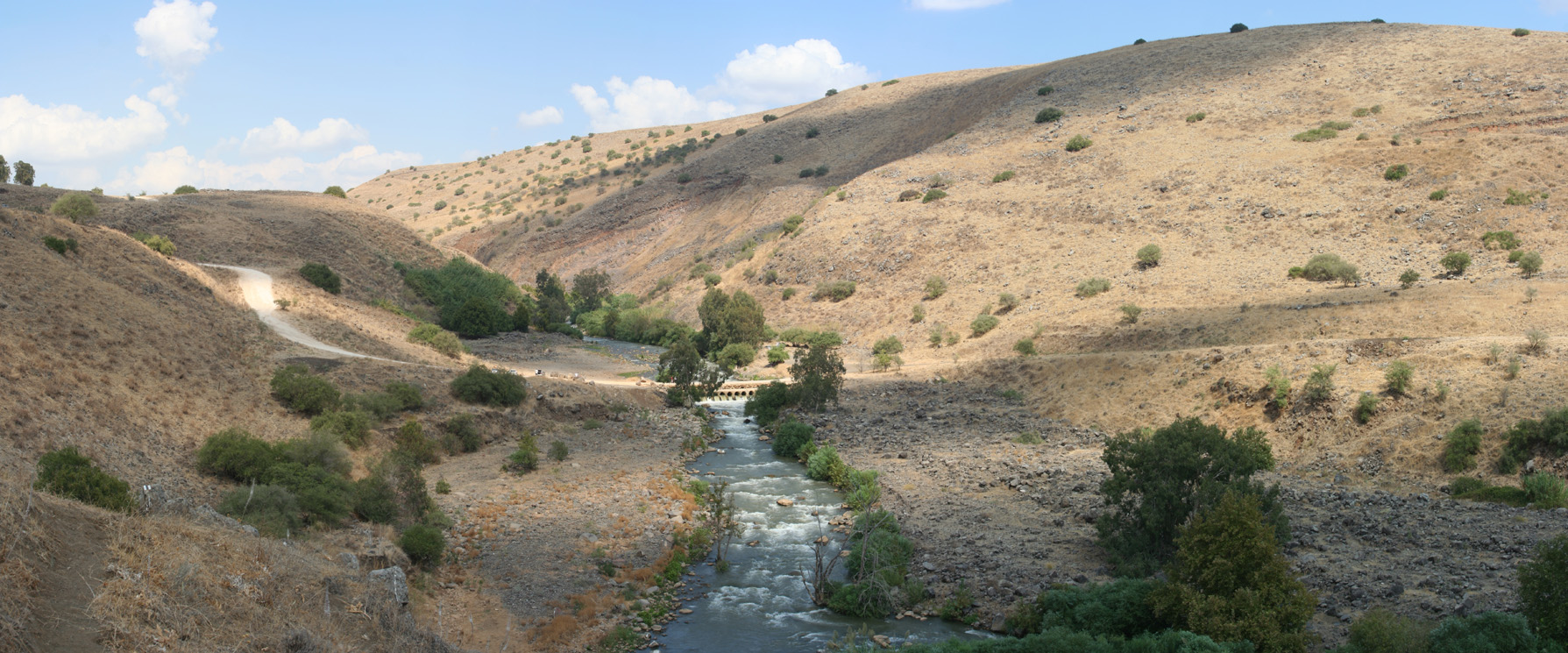
Jordan River

El Alto Jordán desemboca al sur en el lago de Tiberíades, que proporciona la mayor capacidad de almacenamiento de agua dulce a lo largo del río Jordán. El lago de Tiberíades desagua en el río Jordán inferior, que serpentea más al sur a través del valle del Jordán hasta su desembocadura en el Mar Muerto. A los palestinos se les niega el acceso a esta agua. Aproximadamente una cuarta parte de los 420 millones de m3 que Israel bombea del lago de Tiberíades va a parar a las comunidades locales de Israel y a Jordania; el resto se desvía a Israel a través del Acueducto Nacional de Israel antes de que pueda llegar a Cisjordania. Prácticamente toda el agua del río Yarmuk, al norte de Cisjordania, es desviada por Israel, Siria y Jordania. El agua del arroyo Tirza, el mayor arroyo del valle central del Jordán, alimentado por el agua de lluvia, es desviada por Israel al embalse de Tirza y utilizada por los asentamientos de la zona para el riego de cultivos y la cría de peces.

### Desalinización de aguas subterráneas salobres

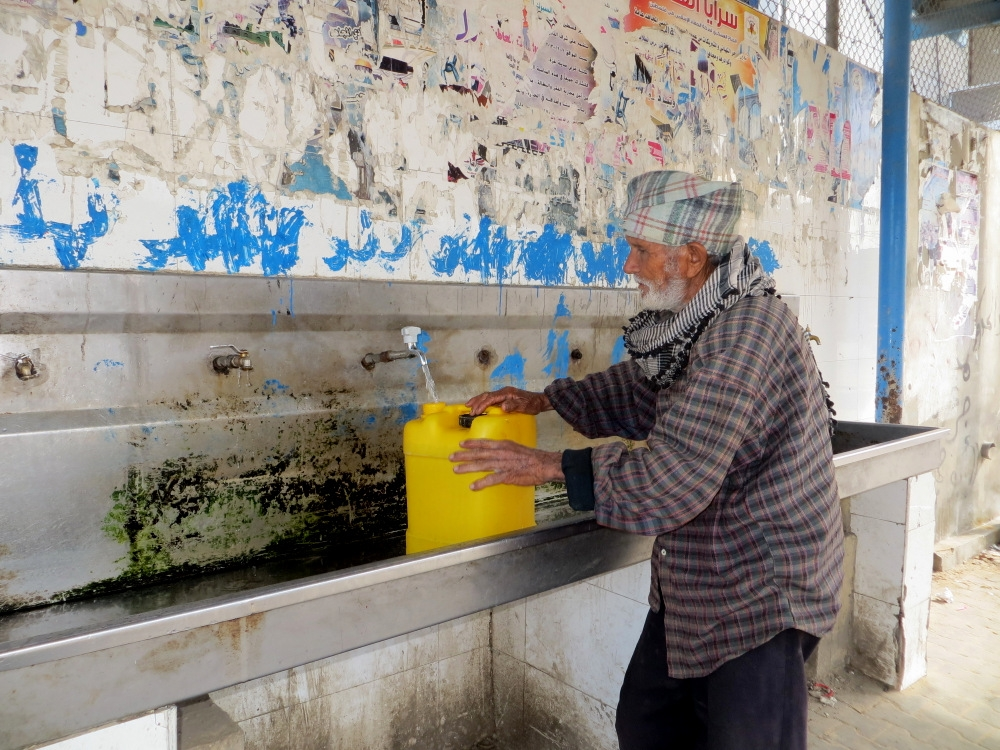
Un anciano llena un recipiente de agua en un fregadero público de varios grifos en Jan Yunis, Franja de Gaza.

En Gaza, las aguas subterráneas salobres desalinizadas se han convertido en una importante fuente de agua potable. Más de 20 000 consumidores en más del 50 % de los hogares de Gaza han instalado unidades domésticas de 'ósmosis inversa' (OI) para desalinizar el agua para beber. La calidad del agua es alta, aunque el agua carece de minerales básicos. En enero de 2014, había 18 plantas desalinizadoras de barrio en la franja de Gaza, que proporcionan agua potable gratuita a 95 000 personas que acuden a llenar sus bidones en las plantas. 13 de estas plantas son operadas por UNICEF.
En 2009, funcionaban unas 100 plantas industriales de desalinización. Debido al bloqueo israelí de la Franja de Gaza, la importación de piezas de repuesto -esenciales para el funcionamiento de las plantas de desalinización de la industria, las comunidades y los hogares-, así como de los productos químicos necesarios, es problemática.

### Agua de mar desalinizada
En 2007, había una planta desalinizadora de agua de mar en Deir al-Balah en la Franja de Gaza, construida en 1997-99 con financiación del gobierno austriaco. Tiene una capacidad de 600 metros cúbicos (158 503,2 galAm) al día y es propiedad de la Empresa Municipal de Agua de la Costa, que la explota. Al menos al principio, los costes de explotación fueron subvencionados por el gobierno austriaco. El agua desalinizada se distribuye a 13 quioscos de aguas.

### Recogida de agua de lluvia
En Cisjordania, la recogida de agua de lluvia es un recurso muy limitado, además del agua de los camiones cisterna, para los palestinos que carecen de conexión a la red de agua, sobre todo en las zonas rurales. Sin embargo, las autoridades israelíes controlan incluso la recogida de pequeñas cantidades de agua de lluvia. Según el informe de 2009 Troubled Waters de Amnistía Internacional, entre 180.000 y 200.000 palestinos que viven en comunidades rurales no tienen acceso a agua corriente y el ejército israelí les impide a menudo incluso recoger agua de lluvia. El ejército israelí destruye con frecuencia las pequeñas cisternas de recogida de agua de lluvia construidas por las comunidades palestinas que no tienen acceso al agua corriente, o impide su construcción.